# 下拓
下拓（しもたく、1981年8月18日 - ）は、日本のDJ、音楽プロデューサー。大阪市城東区出身。

## 経歴
- 2000年 - 大阪アメリカ村周辺でDJとして活動をはじめる。
- 2002年 - 19歳で南堀江にあったCLUB FLATtの店長になる。
- 2003年 - DJ GEORGEと共に「OSAKA SAFARI」というイベントをGRAND CAFEで開催し毎月1000人近く動員する。
- 2004年 - アメリカ村にPHATRAT RECORDSというレコード屋を開店する。経営不振のため、わずか一年たらずで閉店する。
- 2009年 - 活動の拠点を東京にうつす
- 2010年 - 「OSAKA SAFARI」の全国ツアーを行う。
- 2011年 - 北海道在住のラッパーSWAY(DOBERMAN INFINITY)のアルバムをプロデュースする。
- 2012年 - 活動拠点を大阪に移す。女性シンガーKIRAと出会う。
- 2013年 - KIRAのプロデューサーとして共に活動するようになる。
- 2014年 - 11月に自身初のALL DUB MIX CD『クロスオーバー』を発売。
- 2015年 - 7月22日に1stアルバム『＃シモタクナウ』を発売。

## ディスコグラフィ

### シングル
- DJ 下拓 presents COMA-CHI ,KEN THE 390 ,SKY-HI ,TARO SOUL / TURN ON YOUR LIGHTS ※YouTube限定 (2011年5月11日)
- 下拓 feat DAZZY & 宏実 / PARTY TILL THE DAWN (2012年7月25日)
- 下拓 feat SHINGO★西成 , DABO , BES / DON'T FORGET!! (2013年4月17日)
- 下拓 feat KIRA & CHEHON / LIFE GOES ON (2013年6月12日)
- GAZZILA , JAGGLA , HIDADDY , 遊戯 , ISSEI , ARMSTRONG / Kansaiiii 下拓 Remix (2013年10月2日)
- 下拓 feat KIRA , KOPERU , APOLLO / HEY!!! (2014年3月26日)
- 下拓 feat. SWAY, Staxx T(CREAM), APOLLO, 寿君, KIRA / ロック・ザ・パーティー (2014年10月22日)

### アルバム
- WOOFIN' presents "MAN&WOMAN" MIX BY DJ下拓 (2012年7月25日)
- クロスオーバー ALL JAPANESE DUB MIX (2014年11月19日)

### プロデュース作品
- TARO SOUL feat MAY.J , KEN THE 390 / HEART BEAT (2010年12月15日)
- 日之内エミ / CATCH ME (2011年7月13日)
- BOXER KID & PETER MAN / MISS U (2011年7月20日)
- SWAY / THE S ※アルバムプロデュース (2012年6月15日)
- NG HEAD / 真っすぐ "STRAIGHT" (2013年10月23日)
- KIRA / LISTNER KILLER ※アルバムプロデュース (2015年2月4日)